# جديدة الحمر
جديدة الحمر قرية سوريّة تتبع إداريّاً لمحافظة حلب منطقة منبج ناحية خفسة، بلغ تعداد سكانها (852) نسمة حسب التعداد السكاني لعام 2004.